# Vicki Bruce
Dame Victoria „Vicki“ Geraldine Bruce DBE (* 4. Januar 1953 in Essex, England) ist eine britische Psychologin, Professorin für Psychologie und ehemalige Dekanin des Fachbereichs Psychologie an der Newcastle University.
Sie ist besonders bekannt für ihre Arbeiten im Bereich der kognitiven Psychologie, Neuropsychologie und kognitiven Neurowissenschaft. Dort forscht sie hauptsächlich zur menschlichen Gesichterverarbeitung und Personengedächtnis unter besonderer Beachtung von Gesichtserkennung und -wiedererkennung, dem Gedächtnisabruf von Gesichtern durch Augenzeugen sowie Starren und andere Aspekte von sozialer Kognition. Ihr Interessen- und Forschungsfeld umfasst auch allgemeinere Bereiche der visuellen Kognition.

## Ausbildung und Karriere
Bruce schloss 1974 mit einem B.A. der Naturwissenschaften vom Newnham College der University of Cambridge ab. Sie erhielt eine Doktorandenstelle von der Applied Psychology Unit des Medical Research Council (MRC) (heute Cognition and Brain Sciences Unit) und verfasste unter ihrem Doktorvater Alan Baddeley eine Promotionsschrift zum Thema „Processing and remembering pictorial information“ (Verarbeiten und Erinnern bildlicher Informationen). 1977 erhielt sie für ihre Arbeit den Doktortitel (Ph.D.). Für kurze Zeit arbeitete sie anschließend als Assistentin an der Newcastle University, bevor sie 1978 eine Dozentenstelle an der University of Nottingham erhielt. 1988 wurde sie dort zum Reader befördert, 1990 folgte die Professur. Im Jahr 1992 folgte sie dem Ruf an die University of Stirling, wo sie von 1995 bis 2002 das Amt der stellvertretenden Direktorin der Forschungsabteilung bekleidete. Von 2002 bis 2008 war sie anschließend Vizedirektorin der University of Edinburgh und zugleich Vorsitzende des College of Humanities and Social Science (Fakultät für Geistes- und Sozialwissenschaften) der Universität. 2008 kehrte sie zur Newcastle University zurück, wo sie noch bis 2015 den Vorsitz des Psychologischen Instituts (School of Psychology) innehatte. Ihren Lehrstuhl als Professorin für Psychologie an der Newcastle University behält sie weiterhin.

## Universitäten
- Newcastle University
- University of Nottingham
- University of Stirling
- University of Edinburgh

## Ehrungen und Auszeichnungen
1997 erhielt Bruce den Presidents’ Award der British Psychological Society (BPS). 2000 wurde sie gemeinsam mit Mike Burton und Peter Hancock mit dem BPS Cognitive Psychology Award ausgezeichnet, 2001 teilte sie sich den Buchpreis der BPS mit Andy Young.
2001 wurde sie zur Präsidentin der BPS und 2010 zur Präsidentin der Experimental Psychology Society (britische Forschungsgesellschaft für Experimentelle Psychologie) gewählt.
Sie ist zudem Beiratsmitglied der NPO Campaign for Science and Engineering.
(Honorary) Fellowships
- 2006: Cardiff University – Honorary Fellow
- 2008: Edinburgh College of Art – Honorary Fellow
- British Psychological Society (BPS) – Honorary Fellow
- British Academy – Fellow
- Royal Society of Edinburgh – Fellow

Staatliche Ehrungen

Bereits zweimal wurde Bruce mit dem Order of the British Empire geehrt. Mit dem Verdienstorden werden Briten aller Berufsgruppen ausgezeichnet, die in ihrem jeweiligen Tätigkeitsfeld oder darüber hinaus besondere Leistungen erbracht haben.
- 1997: Ernennung zum Officer des Order of the British Empire (OBE) „for Services to Psychology“.
- 2015: Erhebung zur Dame Commander des Order of the British Empire (DBE) „for services to Higher Education and Psychology“.[4] Mit dieser Auszeichnung ist der persönliche Adelsstand als Dame verbunden, der ihr mittels Ritterschlag durch Königin Elisabeth II. im Rahmen der Birthday Honours verliehen wurde.

Honorary D.Sc. (ähnlich einer Ehrendoktorwürde, der D.Sc. steht als Higher Doctorate allerdings meist über dem Doktortitel Ph.D. und ist üblicherweise Postdoktoranden vorbehalten)
- 2002: Goldsmiths, University of London
- 2007: University of St Andrews